# Music Box (журнал)
«Music Box» — старейший в России профессиональный музыкальный журнал. Главный редактор — Андрей Большаков, бывший гитарист групп «Ария» и «Мастер». В 2016 году был закрыт.

## Описание
Журнал «Music Вох» — российское издание для музыкантов, звукорежиссёров и меломанов. Журнал издаётся с 1994 года и за это время сформировал обширный круг постоянных читателей. На страницах журнала публикуются истории великих групп, интервью с известными музыкантами и продюсерами, новинки профессионального музыкального оборудования и инструментов, обзор выставок и семинаров. В число авторов «Music Вох» наряду с профессиональными журналистами, пишущими о музыке, привлечены также те, кто «делает» музыку своими руками.
Раздел «WorkShop» содержит полезные советы начинающим и зрелым музыкантам, тайны творческого и технологического процессов создания музыки, мастер-классы, истории легендарных брендов.
«Music Вох» выходил 4 раза в год, объёмом от 80 до 160 полос, тиражом 10000 экземпляров.
Деятельность компании «Music Вох» охватывает сразу несколько направлений:
- издание журналов и газет,
- организация выставок, в частности компания является официальным оператором международной музыкальной выставки «Музыка Москва»,
- дизайн и полиграфические услуги,
- поддержка и издание аудио- и видеопродукции,
- телевизионные проекты,
- проведение мастер-классов и концертов,
- обширный комплекс PR-услуг.

## Редакция
- Андрей Большаков — генеральный директор, главный редактор, реклама и PR
- Лада Большакова — редактор
- Нина Кокорева (1957 — 2020[3]) — литературный редактор
- Михаил Лавлинский — дизайнер